# Radek Štěpánek
Radek Štěpánek (født 27. november 1978 i Karviná, Tjekkoslovakiet) er en tjekkisk tennisspiller, der blev professionel i 1996. Han har igennem sin karriere (pr. september 2010) vundet fire single- og 13 doubletitler, og hans højeste placering på ATP's verdensrangliste er en 8. plads, som han opnåede i juli 2006.

## Grand Slam
Štěpáneks bedste Grand Slam-resultat i singlerækkerne kom ved Wimbledon, hvor han nåede kvartfinalen i 2006. Her måtte han dog se sig besejret af den svenske veteran Jonas Björkman.